# Skelmersdale
Skelmersdale ist eine Stadt in der Grafschaft Lancashire, England. Skelmersdale ist 55,8 km von Lancaster entfernt. Im Jahr 2001 hatte sie 39279 Einwohner. Skelmersdale wurde 1086 im Domesday Book als Schelmeresdele erwähnt.